# Liste der Kulturdenkmäler in Fehlheim (Bensheim)
Die folgende Liste enthält die in der Denkmaltopographie ausgewiesenen Kulturdenkmäler auf dem Gebiet des Ortsteils Fehlheim der  Stadt Bensheim, Landkreis Bergstraße, Hessen.
Hinweis: Die Reihenfolge der Denkmäler in dieser Liste orientiert sich an der Anschrift, alternativ ist sie auch nach der Bezeichnung, der vom Landesamt für Denkmalpflege vergebenen Nummer oder der Bauzeit sortierbar.
Kulturdenkmäler werden fortlaufend im Denkmalverzeichnis des Landes Hessen durch das Landesamt für Denkmalpflege Hessen auf Basis des Hessischen Denkmalschutzgesetzes (HDSchG) geführt. Die Schutzwürdigkeit eines Kulturdenkmals hängt nicht von der Eintragung in das Denkmalverzeichnis des Landes Hessen oder der Veröffentlichung in der Denkmaltopographie ab.

Über die Spalte Objekt-Nr. kann die Beschreibung beim Landesamt für Denkmalpflege eingesehen werden.
| Bild                           | Bezeichnung                              | Lage                                                                                                  | Beschreibung | Bauzeit                   | Objekt-Nr. |
| ------------------------------ | ---------------------------------------- | --- | --- | ------------------------- | ---------- |
| weitere Bilder                 | Kriegsgräberstätte                       | Fehlheim, Außerhalb (Fehlheim) 7 LageFlur: 5, Flurstück: 71                                           | In den letzten Kriegsmonaten des Zweiten Weltkriegs durch die 7. US-Armee provisorisch angelegte Kriegsgräber. Im September 1957 als Kriegsgräberstätte eingeweiht mit 1985 deutschen und ausländischen Soldaten, Zwangsarbeitern und Kriegsgefangenen, teilweise aus umliegenden Friedhöfen. Das Gräberfeld mit schlichten, flach auf der Erde liegenden Steinplatten und Dreiergruppen aus niedrigen Granitkreuzen. Zentral ein hohes Hauptkreuz und in einer Ecke eine niedrige, runde Kapelle aus Odenwälder Granit mit einer spitzen Haube mit Holzschindeln gedeckt. Die Kriegsgräberstätte mit ihrer typischen Fünfziger-Jahre-Architektur ist für die Region der Bergstraße von historischer Bedeutung. | 1945, 1957                | 841 DDB    |
| weitere Bilder                 | Altes Rathaus                            | Fehlheim, Bensheimer Straße 1 LageFlur: 1, Flurstück: 90/2                                            | Zweigeschossiges, traufständiges Gebäude mit Satteldach in Biberschwanzeindeckung. Das Erdgeschoss massiv, das Obergeschoss in kräftigem Fachwerk. In der Mitte des Gebäudes ein verschieferter, sechseckiger Dachreiter mit Glocke und Zwiebelhaube sowie zur Straße ein Risalit mit Satteldach, der das Treppenhaus enthält. Der Zugang über eine zweiseitige Sandsteintreppe. An der Treppe ein hohes Wegkreuz aus Rotsandstein mit gekreuzigtem Jesus. | Frühes 18. Jahrhundert    | 831 DDB    |
| Wohnhaus                       | Wohnhaus                                 | Fehlheim, Bensheimer Straße 2 LageFlur: 1, Flurstück: 108/5                                           | Giebelständiges, eingeschossiges Fachwerkwohnhaus auf hohem Sockel mit Satteldach. Ursprünglich wahrscheinlich verputzt. Seinen denkmalschützerischen Wert erhält es durch seine exponierte Lage im Ortszentrum bei Kirche und Rathaus. | um 1800                   | 843 DDB    |
| Ehemalige Bürgermeisterei      | Ehemalige Bürgermeisterei                | Fehlheim, Bensheimer Straße 3 LageFlur: 1, Flurstück: 86/2                                            | Zweigeschossiges Fachwerkwohnhaus mit aufgeschobenem Satteldach am platzartigen Ortszentrum. Das Erdgeschoss mit Laden teilweise massiv erneuert. Obergeschoss in Fachwerk mit kräftigen Eckständern, Mann-Konfiguration, Andreaskreuze, spiralig gedrehte Feuerböcke in den Brüstungsgefachen und Rauten als Schmuckwerk. Das ehemalige Wohnhaus des Bürgermeisters ist von hervorragender ortsgeschichtlicher Bedeutung. | 1. Hälfte 18. Jahrhundert | 833 DDB    |
| Ehemalige Hofanlage            | Ehemalige Hofanlage                      | Fehlheim, Bensheimer Straße 5 LageFlur: 1, Flurstück: 83                                              | Ehemaliges Hofanlage aus giebelständigem Fachwerkwohnhaus, anschließendem niedrigem Stallgebäude und abschließender querstehender ehemaliger Scheune. Das Wohnhaus zweigeschossig mit aufgeschobenem Satteldach. Das Erdgeschoss massiv erneuert, das Obergeschoss in Fachwerk aus dünnen Hölzern und profilierten Schwellen. Die ehemalige Scheune mit Walmdach ist zum Wohnhaus ausgebaut. Die Hofanlage gilt als wichtiger Teil der Gesamtanlage des Fehlheimer Ortskerns. | 1. Hälfte 18. Jahrhundert | 834 DDB    |
| Gesamtanlage Ortskern Fehlheim | Gesamtanlage Ortskern Fehlheim           | Fehlheim, Bensheimer Straße 1–5 / 2–4, Kirchstraße 2–6, Rodauer Straße 2–6 / 9–25 Lage                | Die Gesamtanlage spiegelt die charakteristische Bebauung des alten, schon in der Rheinebene gelegenen Straßendorfes Fehlheim in beispielhafter Weise. Sie ist von historischer Relevanz. |                           | 844 DDB    |
| Wegekreuz                      | Wegekreuz                                | Fehlheim, Im Rödchen (Außerhalb an der Verlängerung der Bensheimer Straße) LageFlur: 3, Flurstück: 58 | Wegekreuz aus hellem Kalkstein mit kleinem Jesus aus Metall. Inschrift im Sockel: „Gestiftet von den Jünglingen und Jungfrauen der katholischen Pfarrgemeinde Fehlheim 12. Juni 1938.“ Das Kreuz ist von religions- und heimatgeschichtlicher Relevanz. | 1938                      | 840 DDB    |
| Wegkapelle                     | Wegkapelle                               | Fehlheim, Kirchstraße (Ecke Kapellstraße) LageFlur: 1, Flurstück: 145                                 | Kleine neugotische Kapelle als eingeschossiger Putzbau mit Satteldach, zur Straße mit einem Kreuzaufsatz und Spitzbogeneingang. Über dem Portal Inschriftentafel mit dem Text: „Der schmerzhaften Muttergottes gewidmet am 15. Sept. 1867 während der Cholera“. Im Innern Pietà in Spitzbogennische. Die Kleine Kapelle ist von religions- und sozialgeschichtlicher Relevanz. | 1867                      | 832 DDB    |
| weitere Bilder                 | Katholische Pfarrkirche St. Bartholomäus | Fehlheim, Kirchstraße 2 LageFlur: 1, Flurstück: 111/1                                                 | Am zentralen Dorfplatz gelegener Kirchenbau nach den Plänen des Bensheimer Kreisbaumeisters Michael Mittermayer. Die Kirche ist ein schlichter vierachsiger Saalbau aus gelbem Sandstein mit hohem, vorgelagerten Südwestturm und eingezogenem Chor. Das Schiff mit flachem Satteldach, der vierseitige Turm mit Spitzhelm und Blendgiebeln. Die Kirche war ursprünglich vollständig ornamental und figürlich ausgemalt, was während einer Renovierung in den dreißiger Jahren nicht wiederhergestellt wurden. Der für die Mitte des 19. Jahrhunderts typische, im Rundbogenstil gehaltene Bau ist für die Bergstraßenregion von wichtiger künstlerischer und wissenschaftlicher Bedeutung. | 1844                      | 830 DDB    |
| Schwesternhaus, Kirchstraße 7  | Alter Kindergarten mit Schwesternhaus    | Fehlheim, Kirchstraße 7/9 LageFlur: 1, Flurstück: 103/1, 103/2                                        | Die Anlage besteht aus zweigeschossigem giebelständigem Wohnhaus und einem ebenfalls giebelständigen Kindergartengebäude, die zusammen mit einem niedrigeren Wirtschaftsgebäude einen mit Bäumen bepflanzten Spielhof umschlossen. Das Wirtschaftsgebäude wurde 1994 durch einen Neubau ersetzt. Das Schwesternwohnhaus als Backsteinbau mit aufgeschobenem Satteldach, zum Hof ein breiter Risalit. Das Kindergartengebäude ebenfalls als Backsteinbau mit steilem Satteldach und Satteldachgauben, zur Straßenseite schlichtes Steinkreuz im Giebel. Die für ein Dorf wie Fehlheim großzügige Kindergartenanlage ist von ortsgeschichtlicher Relevanz. | 1920er Jahre              | 28886 DDB  |
| weitere Bilder                 | Gesamtanlage Friedhof                    | Fehlheim, Langwadener Straße LageFlur: 2, Flurstück: 384                                              | Die hohe Granitmauer mit Sandsteinabdeckung ist noch fast vollständig erhalten. Als Zugang ein zweiflügeliges Eisengittertor zwischen hohen Sandsteinpfosten. Auf dem Friedhof vier bedeutende Einzelobjekte: 1) Zentrales Friedhofskreuz, auf hohem, vierseitigem Postament. Als Inschrift: „Selig sind die Todten, die in dem Herrn sterben, sie ruhen von ihrem Leiden und ihre Werke folgen ihnen nach. Offenb. Joh. 1413“ und „Errichtet von dem Großh. Bürgermeister Laurenz Lattiner und dessen Ehefrau Margaretha geb. Dreißigacker im März 1850“. 2) Grabstein für einen ehemaligen Fehlheimer Bürgermeister. Ein vierseitiger, hoher Sandsteinblock mit der Inschrift: „Hier ruhen die Überreste des Lorens Lattner gewesener Großh. Hess. Bürgermeister zu Fehlheim, 60 Jahre alt. Geb. den 20. Juni MVIIVIIIVIII (1788)/gestorben den 10. April MVIIIXXXXVIII (1848)“; 3) Grabmal Familie Ritzert: Das wohl kurz nach 1902 entstandene Grabmal mit Lisenen und flacher Giebelverdachung. 4) Ehrenmal für die Gefallenen des Ersten Weltkrieges, bestehend aus einem Findling, in dem eine schlichte, polierte Granittafel mit den Namen der Gefallenen eingelassen ist. | Mitte 19. Jahrhundert     | 842 DDB    |
| Wohnhaus                       | Wohnhaus                                 | Fehlheim, Rodauer Straße 6 LageFlur: 1, Flurstück: 288/4                                              | Zweigeschossiges, giebelständiges Fachwerkwohnhaus mit aufgeschobenem Satteldach. Bis auf eine massive Längswand vollständig in Fachwerk mit kräftigen Eckpfosten, Mann-Konfiguration, durchgehenden Streben und Andreaskreuzen. Die Obergeschossschwelle mit Profilierung. Das Wohnhaus gehört zusammen mit der angrenzenden Scheune zur Gesamtanlage Ortskern Fehlheim. | vermutlich 1750           | 835 DDB    |
| Wohnhaus                       | Wohnhaus                                 | Fehlheim, Rodauer Straße 15 LageFlur: 1, Flurstück: 119/1                                             | Traufständiges, zweigeschossiges Fachwerkwohnhaus mit Satteldach. Das Erdgeschoss massiv erneuert. Das Obergeschoss mit profilierter Schwelle und Fachwerk ohne Schmuck. | Ende 18. Jahrhundert      | 837 DDB    |
| Wohnhaus                       | Wohnhaus                                 | Fehlheim, Rodauer Straße 17 LageFlur: 1, Flurstück: 167                                               | Giebelständiges zweigeschossiges Fachwerkwohnhaus mit Satteldach. Erdgeschoss massiv erneuert. Das Obergeschoss mit profilierter Schwelle und Fachwerk ohne Schmuck. | 18. Jahrhundert           | 838 DDB    |
| Ehemalige Schule               | Ehemalige Schule                         | Fehlheim, Rodauer Straße 25 LageFlur: 1, Flurstück: 170/1                                             | Die ehemalige Fehlheimer Schule ist ein Gebäude im spätklassizistischen Stil. Bestehend aus zweigeschossigem, verputztem kubischen Hauptbau mit flachem Walmdach auf Granitsockel und eingeschossigem Flügel. Das Gebäude, in dem heute eine Bank untergebracht ist, hat ortsgeschichtliche Bedeutung und bildet den straßenbildwirksamen Auftakt der Gesamtanlage Ortskern Fehlheim. | 1891                      | 839 DDB    |